# Paweł Waniorek
Paweł Waniorek (ur. 26 kwietnia 1947, zm. 27 kwietnia 2018) – polski koszykarz występujący na pozycji skrzydłowego, reprezentant kraju, po zakończeniu kariery zawodniczej działacz sportowy.
Wychowanek Ogniwa Szczecin, przez większość kariery związany z Pogonią Szczecin. Czterokrotnie drugi strzelec ligi.
Strzelecki rekord kariery zanotował podczas spotkania z AZS-em Białystok, notując 51 punktów, podczas meczu II ligi. W I lidze zaliczył 48 punktów, w trakcie konfrontacji z Legią Warszawa.
Reprezentant Polski w kategorii juniorów (1965–1967), młodzieżowców (1968–1971; 25 meczów) i seniorów (1972–1974; 28 meczów).
W latach 1990–1995 członek Zarządu OZKosz Szczecin.

## Osiągnięcia
Na podstawie, o ile nie zaznaczono inaczej.
Klubowe
- Zdobywca Pucharu Polski (1981)
- Awans do najwyższej klasy rozgrywkowej (1972)

Indywidualne
- Koszykarz 50-lecia byłego województwa Szczecińskiego (1996)
- Lider strzelców najwyższej klasy rozgrywkowej w Polsce (1973)